# Pingstförsamlingen i Uleåborg
Pingstförsamlingen i Uleåborg (Oulun helluntaiseurakunta) är en pingstförsamling i Uleåborg i Finland. Församlingen grundades 1931.

## Föreståndare
- 1984–1995: Klaus Korhonen
- –2013: Markku Tossavainen
- 2013–2018: Hannu Orava
- 2019→ Kauko Uusila